# ستاره تنها (فیلم)
ستاره تنها فیلم معمایی آمریکایی محصول سال ۱۹۹۶ است که توسط جان سیلس نوشته و کارگردانی شده و در دهکده کوچکی در تگزاس فیلمبرداری شده‌است. بازیگران این فیلم عبارتند از کریس کوپر، کریس کریستوفرسون، متیو مک‌کانهی و الیزابت پنیا و داستان فیلم دربارهٔ کلانتری است که دربارهٔ قتل یکی از کلانترهای قبلی تجسس می‌کند.